# 湊川ツルタ薬品
湊川ツルタ薬品株式会社（みなとがわつるたやくひん）は、兵庫県神戸市兵庫区水木通1-5-30に本社を置く、医薬品卸売業であった。現在はスズケンである。

## 概要
- 代表取締役社長 上田弘

## 沿革
- 1900年（明治33年）4月 - 「湊川薬局」創業
- 1976年（昭和51年） - 「湊川薬品株式会社」に商号変更
- 1986年（昭和61年）3月 - 「湊川薬品株式会社」と「ツルタ薬品株式会社」（兵庫県神戸市灘区灘北通9-1-22・代表取締役 長谷川一雄）とが資本金1億円で合併し「湊川ツルタ薬品株式会社」と商号変更
- 1999年（平成11年）10月 - 「オオモリ薬品」に吸収合併される

## 主な取引メーカー
- 塩野義製薬
- 三共
- 藤沢薬品
- 武田薬品
- 第一製薬

## 営業所
- 姫路・明石・伊丹・北神・淡路・加古川・尼崎・神戸西・神戸東

## オオモリ薬品と湊川ツルタ薬品の合併
- A会員（塩野義製薬持株比率50%超の卸）、B会員（塩野義製薬持株比率50%以下の卸）の垣根が消えた。
- 塩野義製薬系卸最大手の「オオモリ薬品」（代表取締役社長 五十川惟一）と「湊川ツルタ薬品」（代表取締役社長 広岡邦雄）が平成11年10月1日付けで合併した。
- 合併比率は「オオモリ薬品」の株1に対して、「湊川ツルタ薬品」の株0.075を割り当てる。
- 存続会社は「オオモリ薬品」となり兵庫県地盤の「湊川ツルタ薬品」との合併で近畿圏全域をカバーするかたちとなった（兵庫県のシェアは、1位三星堂39%、2位シンエー24%、3位アズウェル14%、4位湊川ツルタ薬品10%）。
- 今回の合併で塩野義系の有力卸は宮城から九州まで全国縦断的にカバーする「オオモリ薬品」と広島県・岡山県の両県カバーする「オムエル」の2社を残すのみとなった。
- 今回の合併は、A,B会員の垣根を越えた合併で、今後塩野義製薬は系列卸の積極的にM&Aに踏み切らせる可能性が高くなったといえる。